# Radio X (Vương quốc Liên hiệp Anh)
Radio X là một thương hiệu đài phát thanh thương mại tập trung vào nhạc alternative, chủ yếu là indie rock do Global sở hữu. Radio X ra mắt toàn quốc vào ngày 21 tháng 9 năm 2015 và là tên gọi mới của Xfm và thay thế Xfm London và Xfm Manchester. Trong quá khứ đài đã tuyển dụng một lượng lớn DJ trở nên nổi tiếng sau này như Ricky Gervais, Karl Pilkington, Stephen Merchant, Simon Pegg, Christian O'Connell, Russell Brand, Justin Lee Collins, Adam and Joe, Alex Zane, Tim Lovejoy, Dermot O'Leary và Josh Widdicombe.